# 西南街关帝庙
西南街关帝庙，又称武庙，位于山西省忻州市代县上馆镇西南街村，即古城西南隅的老爷庙街、振兴巷交汇处，已列为忻州市文物保护单位。

## 历史
西南街关帝庙建于元天历二年(1329年)，明弘治十一年(1498)、万历十三年（1585年）重修，清代屡有增建。

## 建筑
西南街关帝庙坐西向东。中轴线上的献殿和正殿，分别建于清代和明代，其余皆为新建。山门重檐歇山顶，门前木牌坊四柱七楼歇山顶。题“壮穆忠武”。献殿和正殿一前一后，建于高1.5米的砖砌台基之上。献殿面阔三间，卷棚顶，正殿面阔五间，进深六椽，单檐庑殿顶，檐下设双下昂五铺作斗拱。横匾明朝孙传庭题“天日同昭”、“人伦之至”、“万世人极”。

## 保护
1984年，西南街关帝庙公布为第一批代县文物保护单位，属于古建筑类。2022年5月11日，西南街关帝庙公布为第三批忻州市文物保护单位，编号3-26。